# Fokker F.XX
Fokker F.XX — голландский пассажирский самолёт 1930-х годов. Построен в единственном экземпляре, применялся республиканцами во время Гражданской войны в Испании. Первая конструкция Fokker, в которой использовался фюзеляж эллиптического сечения вместо традиционного квадратного, и первый самолет Fokker с убирающимся шасси.

## История
F.XX был оснащен тремя звездообразными двигателями Wright Cyclone, один в носовой части и по одному под каждым крылом на стойках. Шасси убирались в подкрыльевые мотогондолы. Первый полёт состоялся в 1933 году. Самолёт получил бортовой номер PH-AIZ и собственное имя Zilvermeeuw (серебряная чайка). Он использовался компанией KLM на рейсах из Амстердама в Лондон и Берлин. Хотя F.XX был более продвинутой конструкцией, чем предыдущие модели Fokker, как по аэродинамике, так и с точки зрения внешнего вида, с появлением двухмоторных Douglas DC-2 и DC-3 он устарел.
Был построен только один самолет этого типа, который после службы в KLM был продан подставной французской компании Air Tropique, выступавшей в роли прикрытия для фирмы SFTA, обеспечивавшей поставки авиатехники в республиканскую Испанию. Бывший французский F.XX F-APEZ в 1937 году был передан испанской компании LAPE, которая применяла его для сообщения между Испанией и Францией (борт EC-45-E).
15 февраля 1938 года самолёт разбился недалеко от Барселоны в аэропорту Прат-де-Льобрегат.
Планировавшийся лицензионный выпуск в Великобритании (Airspeed AS.21) не был начат.

## Лётно-технические характеристики

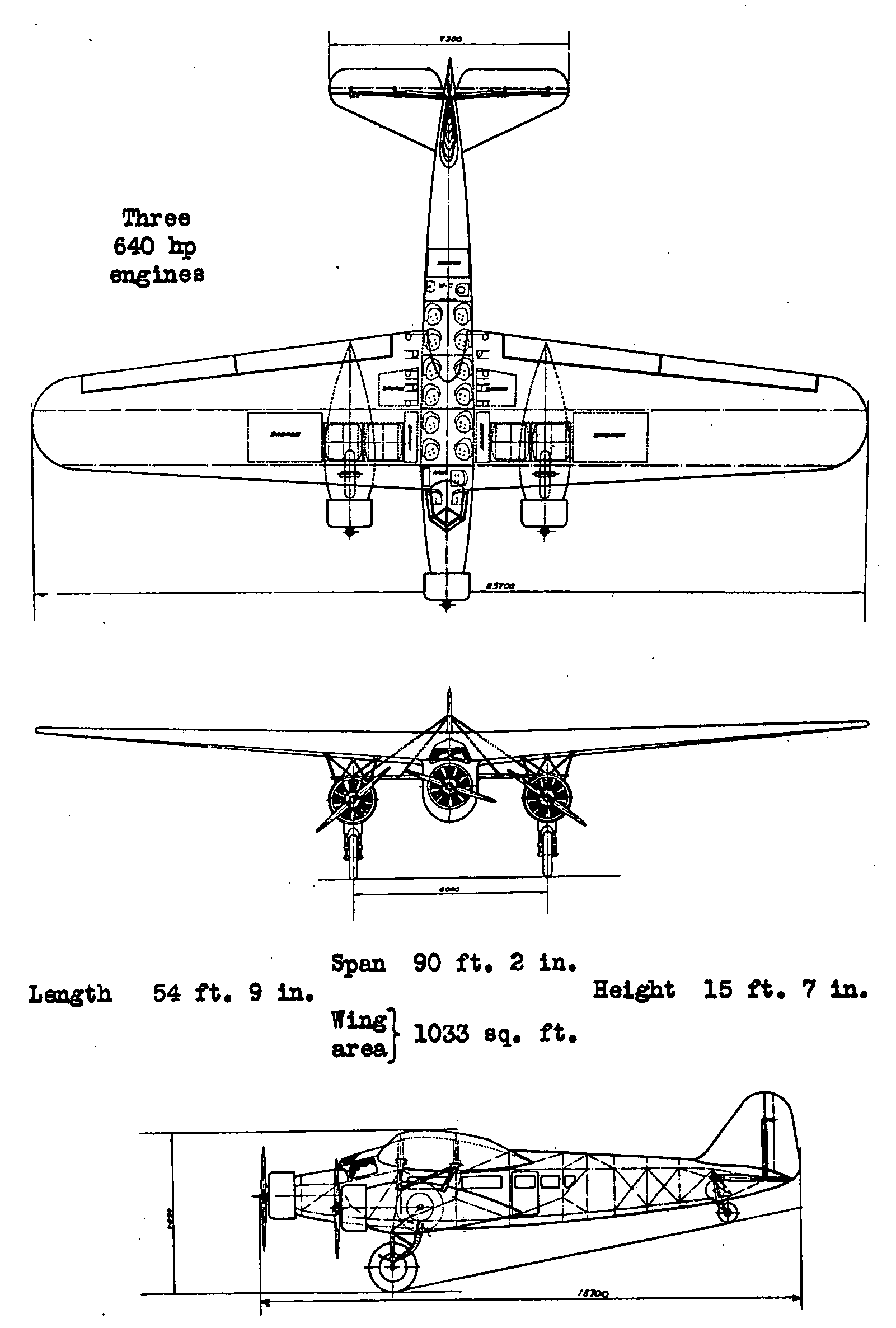
Схема Fokker F.XX из NACA-AC-187

Источник данных: The Illustrated Encyclopedia of Aircraft (Part Work 1982-1985), 1985, Orbis Publishing, Page 1895

Технические характеристики
- Экипаж: 2
- Пассажировместимость: 12
- Длина: 16,70 м
- Размах крыла: 25,70 м
- Высота: 4,80 м
- Площадь крыла: 96 м2
- Масса пустого: 6 455 кг
- Максимальная взлётная масса: 9 400 кг
- Силовая установка: 3 × воздушных Wright R-1820-F Cyclone (радиальный 9-цилиндровый)
- Мощность двигателей: 3 × 644 л.с. (3 × 477 кВт)

Лётные характеристики
- Максимальная скорость: 305 км/ч
- Практическая дальность: 1 410 км
- Практический потолок: 6 200 м

## Эксплуатанты
Нидерланды
- KLM (PH-AIZ)

 Франция
- Air Tropique/SFTA (F-APEZ)

 Республиканская Испания
- LAPE (Líneas Aéreas Postales Españolas) (EC-45-E)
- Испанская республиканская авиация